# Mein bester Freund (2018)
Mein bester Freund (Originaltitel: Mi mejor amigo) ist ein argentinischer Film nach dem Drehbuch und der Regie von Martín Deus. Der Film wurde am 8. November 2018 veröffentlicht und ist in Deutschland mit deutschen Untertiteln bei Edition Salzgeber erschienen. In den Hauptrollen sind Angelo Mutti Spinetta und Lautaro Rodríguez zu sehen.

## Handlung
Lorenzo, ein Teenager, der in Patagonien lebt, empfängt Caíto, den Sohn von Freunden der Familie, die eine schwere Zeit durchmachen und sich nicht um ihn kümmern können. Caíto ist ein problematischer, junger Mann, der Schwierigkeiten hat, sich anzupassen. Trotz der Unterschiede verbindet sie eine besondere Freundschaft, in der jeder viel vom anderen lernt. Eines Tages erzählt Caíto ihm den wahren Grund, warum er sein Haus verlassen musste. Von da an muss Lorenzo ein Geheimnis hüten, das zu schwer für ihn ist.

## Auszeichnungen und Nominierungen
| Filmfest                                              | Kategorie   | Jahr | Ergebnis      |
| ----------------------------------------------------- | ----------- | ---- | ------------- |
| De Roze Filmdagen Amsterdam                           | -           | 2018 | Opening night |
| OUTshine Film Festival, Miami                         | -           | 2018 | Teilgenommen  |
| 33 Lovers Film Festival, Torino                       | -           | 2018 | Teilgenommen  |
| Puerto Rico Queer Film Fest                           | -           | 2018 | Teilgenommen  |
| Cine Las Américas International Film Festival, Austin | -           | 2018 | Teilgenommen  |
| Cannes Écrans Juniors 2018                            | -           | 2018 | Gewonnen      |
| Frameline 42, San Francisco                           | -           | 2018 | Teilgenommen  |
| OutFilm, 31st Connecticut LGBT Film Festival          | -           | 2018 | Teilgenommen  |
| Filmpreis Sebastiane 2018                             | Bester Film | 2018 | Nominiert     |